# حلزون كرمي
حلزون كرمي أو حلزون روماني أو حلزون صالح الأكل (الاسم العلمي Helix pomatia)، نوع من الحلزون. وهو أجود أنواع الحلزون والذها طعمًا وأكبرها قدًا. لونه إلى الصهبة الصفراء تنحرف مع العمر إلى البياض. يكثر في الكروم والمراعي والغابات.

## معرض صور

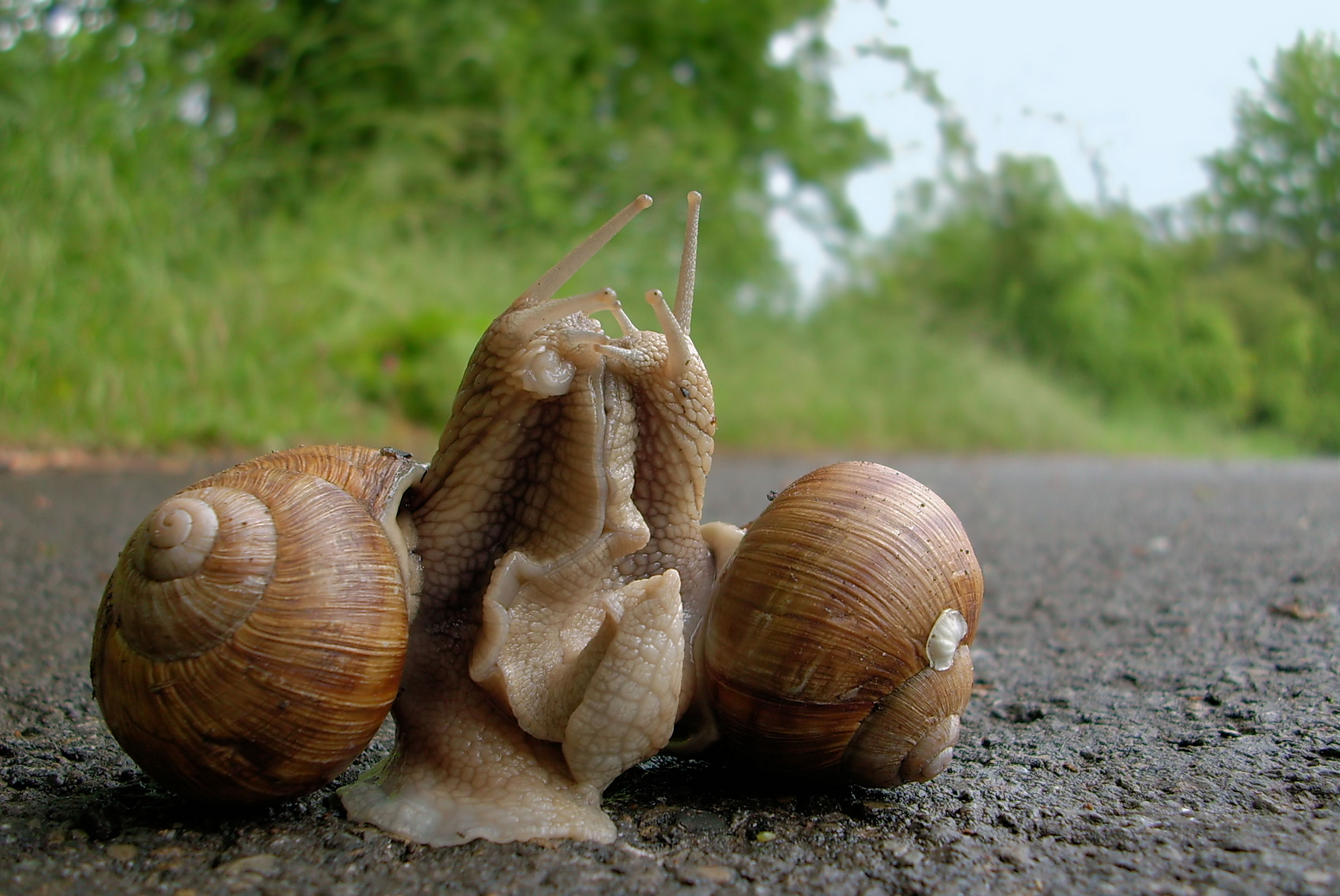
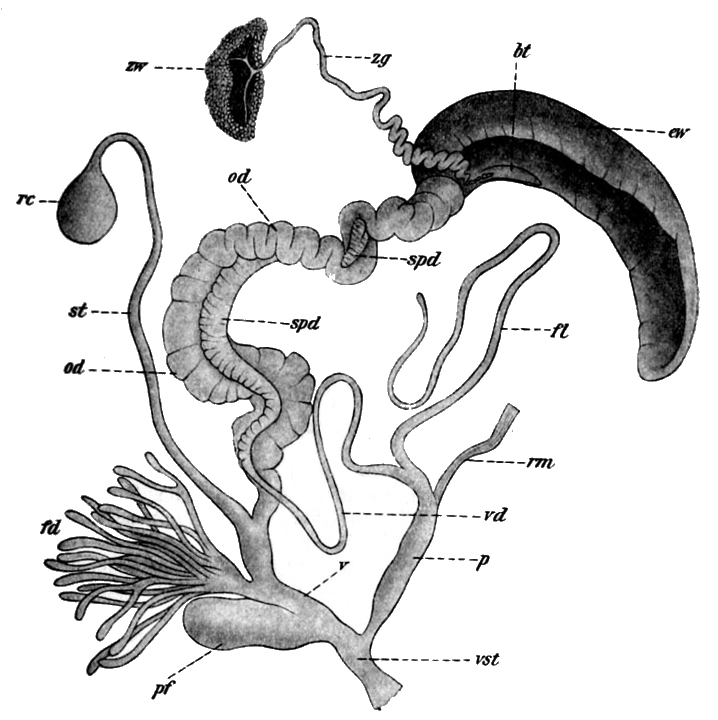
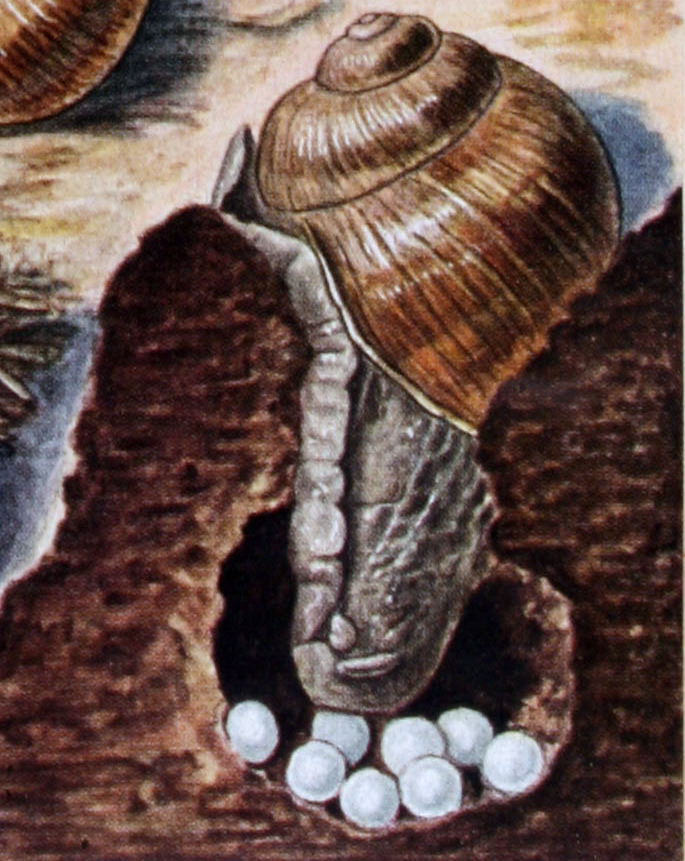
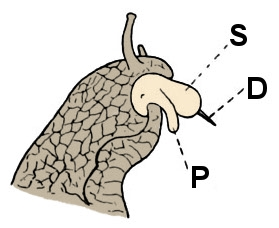